# 地域医療機能推進機構宮崎江南病院
地域医療機能推進機構宮崎江南病院（ちいきいりょうきのうすいしんきこうみやざきこうなんびょういん）は、宮崎県宮崎市大坪西1丁目にある医療機関。独立行政法人地域医療機能推進機構（JCHO）が運営する病院である。名称の「江南」は、大淀川南部の江南地区に所在することから付けられた。通称JCHO宮崎江南病院（ジェイコーみやざきこうなんびょういん）。

## 沿革
（この節の出典）
- 1955年（昭和30年）11月2日 : 内科、外科の2診療科で、肺結核の外科療法専門病院として、宮崎江南病院が開院。
- 1998年（平成10年）4月1日 : 宮崎県内唯一の社会保険病院であることから、宮崎社会保険病院に改称。
- 2006年（平成18年）11月28日 : 地域医療支援病院として宮崎県知事の承認を受ける。
- 2009年（平成21年）1月1日 : 名称を宮崎江南病院に戻す。
- 2014年（平成26年）4月1日 : 独立行政法人地域医療機能推進機構（JCHO）に譲渡される。

## 診療科
- 内科
- 循環器科
- 外科
- 整形外科
- 形成外科
- 放射線科
- 麻酔科
- リハビリテーション科

## 医療機関の指定等
（下表の出典）
| 保険医療機関                                   |
| 労災保険指定医療機関                           |
| 指定自立支援医療機関（更生医療）               |
| 指定自立支援医療機関（育成医療）               |
| 身体障害者福祉法指定医の配置されている医療機関 |
| 生活保護法指定医療機関                         |
| 結核指定医療機関                               |
| 戦傷病者特別援護法指定医療機関                 |
| 原子爆弾被害者一般疾病医療取扱医療機関         |
| 公害医療機関                                   |
| 地域医療支援病院                               |
| 臨床研修病院                                   |
| 特定疾患治療研究事業委託医療機 関              |
| 在宅療養後方支援病院                           |

- 一般財団法人船員保険会整形外科療養指定医療機関[3]
- このほか、各種法令による指定・認定病院であるとともに、各学会の認定施設でもある。

## 附属施設
- 介護老人保健施設サンビュー宮崎[1]

」
- 訪問看護ステーション[1]
- 居宅介護支援センター（サンビュー宮崎に併設）[1]
- 健康管理センター[1]

## 交通アクセス
- JR九州日豊本線
  - 南宮崎駅より車約6分
  - 宮崎駅より車約10分
- 宮崎交通バス 「江南病院前」バス停より徒歩1分
  - 「南宮崎駅前通」または「宮交シティ」バス停から「薫る坂」行きのバスに乗車
  - 「宮崎駅」バス停から「薫る坂」行きのバスに乗車
- 宮崎空港より車約15分